# Maisons aux 14-16, rue Saint-Sébastien à Dambach-la-Ville
Les maisons aux 14-16, rue Saint-Sébastien forment un monument historique situé à Dambach-la-Ville, dans le département français du Bas-Rhin.

## Localisation
Ces bâtiments sont situés aux 14-16, rue Saint-Sébastien à Dambach-la-Ville.

## Historique
L'édifice fait l'objet d'une inscription au titre des monuments historiques depuis 1999.